# 吉布提—日本關係
日本－吉布提關係（日语：日本とジブチの関係）是指日本国和吉布提的外交关系。

## 历史概况
在第二次世界大战期间，作为法国殖民地的吉布提曾是法國驻军基地，法国曾要求美国帮助其运送部队到法属印度支那，以对抗步步紧逼的日军，但遭到拒绝。
1977年6月27日，日本承认脱离法国殖民统治的吉布提为独立国家，并于1978年8月24日与之建交，日本政府起初派遣驻法国大使兼轄在吉布提相关事务，后改由驻埃塞俄比亚大使兼轄。而吉布提则于1989年4月在东京都开设驻日大使馆。
吉布提首任总统哈桑·古莱德·阿普蒂敦曾于1995年、1998年两度访日。其中，1998年，阿普蒂敦总统亦出席了第二届非洲开发会议。阿普蒂敦的外甥伊斯梅尔·奥马尔·盖莱成为总统后，亦于2003年、2010年两度访问日本。2012年，日本外务省在吉布提市开设常驻大使馆，并任命西岡淳为日本首任常驻吉布提大使。

## 军事交流

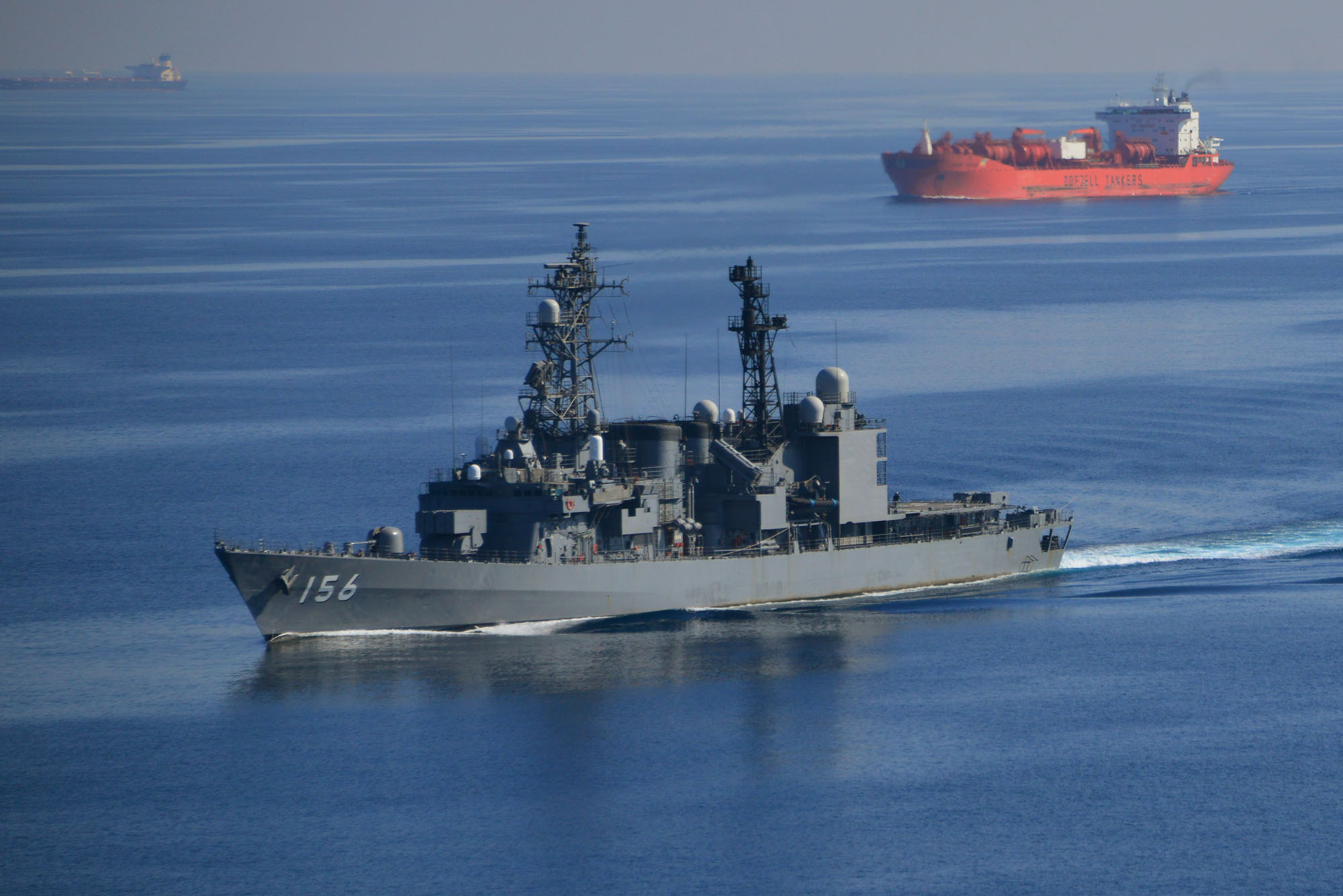
日本海上自卫队护卫舰瀬户霧在亚丁湾巡航

由於索馬里長年內戰，以及亞丁灣位於連接歐亞的蘇伊士運河的航線必經之海域，導致海盜猖獗，影响了往来船舶的正常运行，日本海上自衛隊从2009年3月起向亞丁灣部署了涟號護衛艦和村雨型護衛艦。日本海上自卫队还在吉布提部署了两架P-3獵戶座海上巡邏機，不過这些飞机受美国海军管理的萊蒙尼爾營指揮。而战略位置重要的吉布提也开始受到日本政府重视，2011年，日本海上自卫队在吉布提建立了日本自卫队驻吉布提据点，並在基地內部署了180名士兵，這些士兵轮流驻扎4个月。軍事基地內有指挥部、膳宿设施和停机坪。该据点也成为了日本自卫队第一个长期駐扎的海外基地。
2020年9月，日本外务省任命了原防衛省情報本部总长、海上自卫队海将大塚海夫为日本驻吉布提大使，成为首位自卫队出身的日本驻外大使。

## 两国贸易
2020年，日本、吉布提双边贸易额达到105.06亿日元，其中吉布提向日本出口0.89亿日元，主要出口鱼贝类海产品；日本向吉布提出口104.16亿日元，主要出口钢铁、汽车以及其他机械产品。日本亦有两家企业在吉布提有投资项目。

## 日本援助
至2017年，日本成为吉布提的第二大外援来源国，援助总额达到1,692万美元，仅次于吉布提的前宗主国法国，日本也援助修建了吉布提1号国道等主要公路。

## 另見
- 日非关系
- 日本自卫队驻吉布提据点
- 日本驻吉布提大使馆（日语：在ジブチ日本国大使館）
- 吉布地駐日本大使館